# Национальный народный фронт (Кипр)
Национальный народный фронт (греч. Εθνικό Λαϊκό Μέτωπο (ΕΛΑΜ)) — крайне правое, ультранационалистическое политическое движение в Республике Кипр, образованная в 2008 году. Оно описывает свою идеологическую платформу как «народный и социальный национализм». Зарегистрирована как политическая партия в мае 2011 года.

## История
До официального формирования Национального народного фронта организация существовала под названием «Золотая заря: кипрское ядро» Ядро было создано в конце 2000 года и возглавлялось нынешним президентом фронта Христосом Христу, который был активным членом политической партии Золотая заря в Греции. Ядро попыталось зарегистрироваться в качестве политической партии с таким же названием, но власти страны отклонили её название, что привело к использованию названия «Национальный народный фронт» в качестве альтернативы.

## Участие в выборах

### Парламентские выборы
| Год выборов | Голосов | %     | Парламент Республики Кипр |
| ----------- | ------- | ----- | ------------------------- |
| 2011        | 4 354   | 1,1 % | 0 из 56                   |
| 2016        | 13 041  | 3,7 % | 2 из 56                   |
| 2021        | 24 255  | 6,8 % | 4 из 56                   |

### Президентские выборы
| Год выборов | Кандидат           | Голосов | %       | Голосов | %       | Результат |
| Год выборов | Кандидат           | 1-й тур | 1-й тур | 2-й тур | 2-й тур | Результат |
| ----------- | ------------------ | ------- | ------- | ------- | ------- | --------- |
| 2013        | Гиоргос Харалампос | 3 899   | 0,9%    |         |         | Поражение |
| 2018        | Христос Христу     | 21 846  | 5,7%    |         |         | Поражение |